# Diecezja Sion
Diecezja Sion – diecezja Kościoła rzymskokatolickiego w południowej Szwajcarii. Jak wszystkie diecezje w tym kraju, podlega bezpośrednio Stolicy Apostolskiej. Diecezja powstała w IV wieku. Aż do 1628 stanowiła odrębne państwo w ramach Świętego Cesarstwa Rzymskiego, w którym biskup posiadał jednocześnie świecką władzę książęcą (państwo to potocznie nazywane było często Valais, do dziś nazwę tę nosi kanton ze stolicą w Sionie).
W diecezji stosuje się dwa języki liturgiczne: francuski oraz miejscowy dialekt języka niemieckiego. Obie społeczności językowe posiadają przypisanych im wikariuszy generalnych.

Diecezja na mapie administracyjnej Kościoła szwajcarskiego